# Джулай (филм, 2012)
 Тази статия е за филма от 2012.  За празника вижте Джулай.  
„Джулай“ е български пълнометражен игрален филм от 2012 г. Сценарий и режисура Кирил Станков, оператор Рали Ралчев.  
Филмът е заснет през 2012 г., а премиерата в България и на световния екран е на 10 май 2013 г. Сюжетът е свързан с провеждания в град Каварна празник на рока Джулай, изгряващото слънце и песента Джулай Морнинг. Двете приятелки Дана и Джу тръгват на пътешествие към морето и празника, посрещан от тях преди двадесет години. Заедно с присъединилата се към тях Лили, след неочаквани перипетии с полицията и нахални мутри, все пак купонът на 1 юли с изгрева, морето и танците започва... Неочаквана среща ги изправя пред дилема за жертвите, които не трябва да допуснат да направят и въздаването на справедливост.
| Параскева Джукелова |
| Стефан А. Щерев     |
| Ицхак Финци         |
| Филип Аврамов       |
| Ованес Торосян      |
| Яна Титова          |
| Касиел Ноа Ашер     |
| Кирил Ефремов       |
| Полин Лалова        |

## Награди и номинации
Moscow ‘12 – Nomination for „Golden St. George” (Кирил Станков)